# Stay in Touch
Stay in Touch — десятый студийный альбом немецкой певицы Сандры. Общемировой релиз альбома состоялся 26 октября 2012 года на лейбле EMI Records. В Чехии альбом выпущен 29 октября 2012 года.

## Об альбоме
Концепция альбома полностью разработана командой продюсеров Blank & Jones. С ними Сандра сотрудничала впервые и так комментировала полученный опыт: «У меня с самого начала работы над проектом были приятные предчувствия, что касается этого альбома. Меня очаровало, с какой страстью Blank & Jones с их неповторимым звучанием оживили атмосферу и ощущения 1980-х годов. А сейчас, когда я слушаю готовый диск, для меня это можно сравнить с ничем не сравнимым чувством путешествия во времени, которым я наслаждаюсь с первой и до последней песни». В альбоме звучит голос Хуберта Кеммлера, более известного как Хуберт Ка, который ранее исполнял все мужские партии в записях певицы в 1980-х годах. Он также принял участие в написании трёх композиций пластинки, в одной из которых его соавтором стала Сюзанна Зигль, в свою очередь, писавшая хиты для ранних альбомов Сандры. Также к работе в качестве автора был вновь привлечён Йенс Гад.
Кроме обычного однодискового CD-издания, альбом Stay in Touch также доступен в подарочном 2-х дисковом Deluxe-издании, которое дополнено расширенными версиями избранных треков. Специально для российских и украинских поклонников Сандры в оригинальный альбом включён эксклюзивный бонусный трек «Russian Eyes».
На физических носителях альбом Stay in Touch выпускался в Объединённых Арабских Эмиратах, Австрии, Чехии, Венгрии, Словакии, Дании, Финляндии, Франции, Германии, Гонконге, Ирландии, Италии, Израиле, Малайзии, Польше, Южно-Африканской Республике, Испании, Швейцарии, Великобритании, Болгарии, Украине и России. В остальных странах альбом был доступен для загрузки в цифровом виде.
Первым синглом с альбома стала композиция «Maybe Tonight». Он поступил в продажу 11 мая 2012 года. Вторым синглом стала «Infinite Kiss», которая появилась в ротации на радио в октябре. Кроме того, на этот сингл Сандра сняла клип. Её образ в видео отчасти был вдохновлён романом «Пятьдесят оттенков серого», фанатом которого, по признанию певицы, она является.

## Список композиций
Слова и музыка всех песен — написаны Йенсом Гадом, если не указано иное.
| №   | Название                   | Автор(ы)                      | Длительность |
| --- | -------------------------- | ----------------------------- | ------------ |
| 1.  | «Stay in Touch»            | Йенс Гад, Хуберт Кеммлер      | 3:48         |
| 2.  | «Infinite Kiss»            | Йенс Гад, Хуберт Кеммлер      | 2:51         |
| 3.  | «Between Me & the Moon»    |                               | 3:22         |
| 4.  | «Maybe Tonight»            |                               | 3:05         |
| 5.  | «Moscow Nights»            |                               | 3:41         |
| 6.  | «Heart of Wax»             |                               | 4:14         |
| 7.  | «Kings & Queens»           |                               | 3:16         |
| 8.  | «Angels in My Head»        |                               | 2:55         |
| 9.  | «Sand Heart»               |                               | 3:47         |
| 10. | «Love Starts With a Smile» |                               | 3:26         |
| 11. | «Sun in Disguise»          | Сюзанна Зигль, Хуберт Кеммлер | 4:23         |

| №   | Название       | Автор(ы)                 | Длительность |
| --- | -------------- | ------------------------ | ------------ |
| 12. | «Russian Eyes» | Йенс Гад, Хуберт Кеммлер | 3:45         |

| №   | Название                                      | Автор(ы)                      | Длительность |
| --- | --------------------------------------------- | ----------------------------- | ------------ |
| 1.  | «Moscow Nights» (Extended Version)            |                               | 5:12         |
| 2.  | «Kings & Queens» (Extended Version)           |                               | 6:30         |
| 3.  | «Love Starts with a Smile» (Extended Version) |                               | 5:46         |
| 4.  | «Angels in My Head» (Extended Version)        |                               | 5:35         |
| 5.  | «Stay in Touch» (Extended Version)            | Йенс Гад, Хуберт Кеммлер      | 5:48         |
| 6.  | «Between Me & the Moon» (Extended Version)    |                               | 5:27         |
| 7.  | «Sun in Disguise» (Extended Version)          | Сюзанна Зигль, Хуберт Кеммлер | 5:57         |
| 8.  | «Maybe Tonight» (Extended Version)            |                               | 4:58         |
| 9.  | «Infinite Kiss» (Extended Version)            | Йенс Гад, Хуберт Кеммлер      | 5:17         |
| 10. | «Sand Heart» (Extended Version)               |                               | 6:20         |
| 11. | «Heart of Wax» (Extended Version)             |                               | 7:12         |

## Участники записи и технический персонал
Приведены по сведениям базы данных Discogs:
- Сандра — ведущий вокал, бэк-вокал
- Хуберт Кеммлер — мужской вокал
- Blank & Jones[англ.]:
  - Пит Бланк — музыкальное исполнение и программирование, продюсирование
  - Джаспа Джонс — музыкальное исполнение и программирование, продюсирование
  - Энди Кауфхолд — музыкальное исполнение и программирование, продюсирование
- Йенс Гад — запись вокала
- Марк Шилковский — художественное оформление
- Сюзанна Зигль[нем.] — фотографии
- Дора Хербст — костюмер

## Позиции в хит-парадах
| Хит-парад (2012)                | Высшая позиция | Длительность пребывания |
| ------------------------------- | -------------- | ----------------------- |
| Бельгия/Валлония (Ultratop)     | 174            | 1 неделя                |
| Германия (Offizielle Top 100)   | 20             | 2 недели                |
| Франция (SNEP)                  | 119            | 1 неделя                |
| Чехия (ČNS IFPI)                | 40             | 1 неделя                |
| Швейцария (Schweizer Hitparade) | 51             | 1 неделя                |